# SCARA
SCARA је скраћеница од Selective Compliance Assembly Robot Arm (Селективна усклађеност роботске руке) или Selective Compliance Articulated Robot Arm (Зглобни робот са селективном усаглашеношћу.).
1981. године Санкио Сеики, Пентел и НЕЦ представили су потпуно нови концепт за склопног робота. Робот је развијен под вођством Хирошија Макиноа, професора на Универзитету Yamanashi. Робот се звао Selective Compliance Assembly Robot Arm, SCARA. Његова рука је била је крута у Z оси и савитљива у XY оси, што му је омогућило да се прилагоди рупама у XY оси
.

## Опис
Захваљујући распореду спојева са паралелним осовинама, SCARA рука је лагано складана у X-Y смеру, али је чврста у смеру "Z", отуда и термин: Селективно усаглашен. Ово је повољно за многе врсте монтажних операција, тј. уметање округлог клина у округлу рупу без везивања.
Други атрибут SCARA је спојени двокраки распоред руку сличан нашој људској рици, па отуда и често коришћени израз Зглобни. Ова карактеристика омогућава руци да се пружи у ограничена подручја, а затим да је повуче или „склопи“ с пута. Ово је корисно за пренос делова из једне ћелије у другу или за затворене истоварне процесне станице.
SCARA су генерално бржи од упоредивих картезијанских роботских система. Њихов носач са једним постољем захтева мали отисак стопала и пружа лак, несметан облик монтирања. С друге стране, SCARA могу бити скупљи од упоредивих картезијанских система, а софтвер за контролу захтева инверзну кинематику за линеарне интерполиране потезе. Овај софтвер се обично испоручује са SCARA ом и обично је транспарентан за крајњег корисника.

## Структура и својства
Робот SCARA обично има четири осе и четири степена слободе. Све оси су дизајниране као серијска кинематика, тј. Х. исходиште координата следеће осе зависи само од положаја претходне. Код SCARA робота, прва и друга оса су ротационе природе, трећа и четврта оса су често израђене од једне компоненте (вретено са лоптастим завртњем) и омогућавају ротационо и линеарно кретање. Алат робота је постављен на доњем крају Z осе.
Роботи SCARA доступни су у различитим величинама - распон најпопуларнијих модела може бити између 100 мм и 1.200 мм. Роботи ове врсте могу да поднесу носивост од 1 кг до 200 кг.
Радно подручје таквог робота је обично у облику бубрега због своје геометрије руку. Специфичне димензије природно зависе од специфичних граничних услова као што су дужине кракова, углови итд.

## Коришћење
Због свог брзог и поновљивог кретања, ова врста робота је посебно развијена за такозване задатке састављања и спајања, као и за Pick & Place апликације у којима се компонента премешта са једног места на друго. Његова снага је хоризонтални транспорт и вертикално спајање, без икаквог „бочног кретања“. Недостатак робота SCARA је тај што може радити само паралелно са радном равнином , јер му недостају степени слободе за површине које нису паралелне са равни. За такве примене погодни су роботи са 5 или 6 оса.

## Кључне карактеристике SCARA механизама
- Чешће имају супериорне показатеље перформанси (брзина, оптерећење) у поређењу са картезијанским роботима сличне величине и тежине.
- Имају мање димензије и тежину у поређењу са картезијанским роботима сличних перформанси.
- Може да обавља сложеније задатке од класичних картезијанских уређаја.
- Захтева софистициранију електронику, математички опис за контролер покрета је сложенији него за картезијанске механизме.
- Висока тачност и поновљивост резултата операција.
- Већи трошак је због сложеније математике и мање преваленције.
- Има ограничења крутости по осама X-Y
- Вибрације и бука SCARA механизма су знатно ниже у поређењу са картезијанским уређајима.